# 第63回日劇學院賞
←第62回 - 第63回 - 第64回→
第63回日劇學院賞，針對2009年10月到12月在日本播出的連續劇做出投票與評比。

## 最優秀作品賞
1. 仁者俠醫
2. 天地人
3. 外事警察

- 讀者票：1.仁者俠醫；2.My Girl；3.東京DOGS
- 記者票：1.仁者俠醫；2.天地人；3.外事警察
- 評審票：1.仁者俠醫；2.天地人；3.東京DOGS

## 主演男優賞
1. 大澤隆夫（仁者俠醫）
2. 小栗旬（東京DOGS）
3. 妻夫木聰（天地人）

- 讀者票：1.大澤隆夫（仁者俠醫）；2.相葉雅紀（My Girl）；3.小栗旬（東京DOGS）
- 記者票：1.大澤隆夫（仁者俠醫）；2.妻夫木聰（天地人）；3.小栗旬（東京DOGS）
- 評審票：1.小栗旬（東京DOGS）；2.大澤隆夫（仁者俠醫）；3.妻夫木聰（天地人）

## 主演女優賞
1. 志田未來（小公主莎拉）
2. 香里奈（真我霓裳）
3. 藤原紀香（婦產科的女醫生們）

- 讀者票：1.香里奈（真我霓裳）；2.志田未來（小公主莎拉）；3.觀月亞里莎（單身情歌）
- 記者票：1.藤原紀香（婦產科的女醫生們）；2.志田未來（小公主莎拉）；3.香里奈（真我霓裳）
- 評審票：1.志田未來（小公主莎拉）；2.香里奈（真我霓裳）；3.藤原紀香（婦產科的女醫生們）

## 助演男優賞
1. 内野聖陽（仁者俠醫）
2. 水嶋宏（東京DOGS）
3. 北村一輝（天地人）

- 讀者票：1.水嶋宏（東京DOGS）；2.内野聖陽（仁者俠醫）；3.上地雄輔（婦產科的女醫生們）
- 記者票：1.内野聖陽（仁者俠醫）；2.北村一輝（天地人）；3.武田鐵矢（仁者俠醫）
- 評審票：1.内野聖陽（仁者俠醫）；2.水嶋宏（東京DOGS）；3.加藤清史郎（天地人）

## 助演女優賞
1. 綾瀨遙（仁者俠醫）
2. 中谷美紀（仁者俠醫）
3. 石井萌萌果（My Girl）

- 讀者票：1.綾瀨遙（仁者俠醫）；2.石井萌萌果（My Girl）；3.吉高由里子（東京DOGS）
- 記者票：1.綾瀨遙（仁者俠醫）；2.中谷美紀（仁者俠醫）；3.常盤貴子（天地人）
- 評審票：1.中谷美紀（仁者俠醫）；2.綾瀨遙（仁者俠醫）；3.黒木瞳（真我霓裳）

## 其他獎項

### 腳本賞
1. 森下佳子（仁者俠醫）
2. 古澤良太（外事警察）
3. 大石靜（婦產科的女醫生）

### 主題曲賞
1. MISIA（仁者俠醫）
2. 嵐（My Girl）
3. EXILE（東京DOGS）
4. 柴咲幸（粉紅系男孩〜秋〜）
5. lecca「My measure」（婦產科的女醫生們）

### 監督賞
1. 平川雄一朗、山室大輔、川嶋龍太郎（仁者俠醫）
2. 片岡敬司（天地人）
3. 吉村芳之、堀切園健太郎、梶原登城（外事警察）

### 特別賞（電視賞）
- 加藤清史郎